# Nicolas Portal
Nicolas Portal   (Auch, 23 d'abril de 1979 - Andorra la Vella, 3 de març de 2020) va ser un ciclista francès professional des del 2002 fins al 2010. Un cop retirat va passar a fer tasques de direcció esportiva al Team Sky, l'últim equip on havia militat. Morí d'un atac de cor amb tan sols 40 anys.
El seu germà Sébastien també fou ciclista professional.

## Palmarès
- 2004
  - Vencedor d'una etapa del Critèrium del Dauphiné Libéré

### Resultats a la Volta a Espanya
- 2002: 84è de la classificació general

### Resultats al Tour de França
- 2003: 82è de la classificació general
- 2004: 72è de la classificació general
- 2005: 88è de la classificació general
- 2006: 100è de la classificació general
- 2007: 57è de la classificació general
- 2008: 66è de la classificació general